# 野木町
野木町（日语：／ Nogi machi */?）是栃木縣的一町，屬下都賀郡。